# Jar (zespół muzyczny)
Jar – polski zespół folkowy założony w 2006 w Sławkowie. Grupa tworzy muzykę w oparciu o muzyczne i liryczne zapisy etnografów oraz podania, legendy i obrzędowość ludową Słowian.

## Skład zespołu
- Aleksander Michniewski (dudy, gęśle, mandola, dwojnice, flety, drumla, piszczałki, lira korbowa, gusli, śpiew).
- Adam Michniewski (lutnia, mandola, gusli, piszczałki, lira korbowa, śpiew).
- Karol Duliński (bębny).

## Byli członkowie
- Aleksander Majchrzak (bębny) od powstania zespołu do 2019.

## Dyskografia
- Mała Nocka (2007)
- Niesiem Plon (2009)
- Jarowoj (2011)
- Zimowe Staniesłońca (2012)
- Po Drugiej Stronie Mgły (2014)
- Nad Brzegami Białej Przemszy (2015)
- Żywo (2016)
- Dziady (2019)
- Nasze (2024)

## Teledyski
- Na zielonym sznurze (2015)
- Boginki (2016)
- Zaszumiała ciemna jodła (2019)
- Za lasami kruki kraczą (2020)
- Do tatarskiej ziemi (2021)